# Унила
Уни́ла (др.-греч. Οὐνίλας, ? — ок. 404) — епископ готов.
Унила — гот по происхождению, был поставлен Константинопольским патриархом Иоанном Златоустом «для готов» после 397 года. В 404 году, благодаря интригам императрицы Евдоксии, Иоанн Златоуст был сведён с кафедры и отправлен в ссылку. В связи с этим и появилось письмо святителя диакониссе Олимпиаде. Из него известно, что Унила умер в том же 404 году, и святитель, обеспокоенный тем, что на Боспорскую кафедру его противниками будет поставлен человек недостойный, просил задержать посольство правителя Готии, ссылаясь на трудность морского путешествия в Боспор в зимние месяцы. О смерти Унилы Иоанна Златоуста оповестили монахи — марсы и готы, к которым пришёл диакон Модуарий с этим печальным известием. Модуарий пришёл с письмами царя готов, в которых он просил послать к ним нового епископа. О Униле Иоанн Златоуст очень хорошо отзывается, он пишет о нём:  
достойный удивления епископ Унила, которого я недавно хиротонисал и послал в Готию, совершивши много великих дел